# Stellan Hjertén
Wilhelm Einar Stellan Hjertén, född 2 april 1928 i Forshems församling, är en svensk biokemist och professor emeritus. 
Hjertén disputerade 1967 vid Uppsala universitet på en doktorsavhandling om elektrofores. Han blev där 1969 professor i biokemi. Hjertén invaldes 1971 i  Vetenskaps-Societeten i Uppsala. Han tilldelades 1985 Björkénska priset. 

### Fotnoter
1. ↑  Hjertén, Stellan (1967) (på engelska). Free zone electrophoresis. Uppsala. Libris 473134